# Cerij
Cêrij je kemični element, ki ima v periodnem sistemu simbol Ce in atomsko število 58.

## Pomembne lastnosti
Cerij je srebrnkasto kovinski element iz skupine lantanoidov. Uporablja se v nekateri redkozemeljskih zlitinah. Oksidirana oblika se uporablja v steklarski industriji. Po barvi in lesku je podoben železu, vendar je mehak in koven. Na zraku hitro potemni.
Med redkozemeljskimi elementi je le evropij bolj reaktiven od cerija. Alkalijske raztopine in koncentrirane kisline hitro napadajo to kovino. Čista kovina se zlahka vname, če jo popraskamo z nožem. Cerij v mrzli vodi razpada počasi, v vroči pa hitro.
Zaradi relativne bližine do 4f in zunanjih lupinskih orbital v ceriju ta izkazuje zanimivo raznoliko kemijo. Stiskanje ali ohlajanje kovine lahko, na primer, spremeni njeno oksidacijsko stanje iz okoli 3 v 4.
Cerijeve (IV) soli so oranžno rdeče ali rumenkaste, medtem ko so cerijeve (III) soli navadno bele.